# Пол Бакканелло
Пол Бакканелло (англ. Paul Baccanello; нар. 12 червня 1979) — колишній австралійський тенісист.
Найвищу одиночну позицію світового рейтингу — 129 місце досяг 3 листопада 2003, парну — 169 місце — 9 червня 2003 року.
Найвищим досягненням на турнірах Великого шолома було 3 коло в парному розряді.
Завершив кар'єру 2007 року.

## Фінали челленджерів і ф'ючерсів

### Одиночний розряд: 16 (4–12)
| Легенда (одиночний розряд) |
| -------------------------- |
| Тур ATP Челленджер (0–3)   |
| Тур ITF Ф'ючерс (4–9)      |

| Титули за покриттям |
| ------------------- |
| Тверде (0–8)        |
| Ґрунт (3–2)         |
| Трава (1–1)         |
| Килим (0–1)         |

| Результат | В-П  | Дата     | Турнір                         | Рівень     | Покриття   | Суперник            | Рахунок                |
| --------- | ---- | -------- | ------------------------------ | ---------- | ---------- | ------------------- | ---------------------- |
| Поразка   | 0–1  | Жов 1999 | Австралія F1, Мельбурн         | Ф'ючерс    | Ґрунт      | Вен Еллвуд          | 3–6, 2–6               |
| Поразка   | 0–2  | Тра 2000 | Японія F5, Осака               | Ф'ючерс    | Тверде     | Юн Йон Їл           | 4–6, 7–6(7–4), 4–6     |
| Поразка   | 0–3  | Сер 2000 | Велика Британія F7, Гемпстед   | Ф'ючерс    | Тверде (i) | Фредерік Феттерлейн | 4–1, 4–5(6–8), 2–4,4–5 |
| Поразка   | 0–4  | Лис 2000 | Австралія F3, Беррі            | Ф'ючерс    | Трава      | Деян Петрович       | 3–6, 4–6               |
| Поразка   | 0–5  | Кві 2001 | Австралія F2, Брисбен          | Ф'ючерс    | Тверде     | Тодд Ларкхем        | 5–7, 6–4, 6–7(1–7)     |
| Перемога  | 1–5  | Тра 2001 | Німеччина F3, Мангайм          | Ф'ючерс    | Ґрунт      | Горка Фрайле        | 4–6, 6–2, 6–3          |
| Перемога  | 2–5  | Сер 2002 | Данія F2, Rungsted             | Ф'ючерс    | Ґрунт      | Роко Каранушич      | 6–0, 6–1               |
| Перемога  | 3–5  | Лис 2002 | Австралія F4, Мельбурн         | Ф'ючерс    | Трава      | Тодд Ларкхем        | 6–3, 7–6(9–7)          |
| Поразка   | 3–6  | Лис 2002 | Австралія F5, Беррі            | Ф'ючерс    | Тверде     | Ейлун Джонс         | 2–6, 2–6               |
| Поразка   | 3–7  | Бер 2003 | Тасманія, Австралія            | Челленджер | Тверде     | Івабуті Сатосі      | 2–6, 3–6               |
| Поразка   | 3–8  | Бер 2003 | Австралія F1, Берні (Тасманія) | Ф'ючерс    | Тверде     | Дуді Села           | 3–4 ret.               |
| Поразка   | 3–9  | Сер 2005 | Ванкувер, Канада               | Челленджер | Тверде     | Дуді Села           | 2–6, 3–6               |
| Поразка   | 3–10 | Чер 2006 | Італія F16, Чезена             | Ф'ючерс    | Ґрунт      | Віктор Йоніце       | 3–6, 6–4, 6–7(5–7)     |
| Поразка   | 3–11 | Лип 2006 | Ірландія F2, Дублін            | Ф'ючерс    | Килим      | Міша Зверєв         | 4–6, 6–7(3–7)          |
| Перемога  | 4–11 | Вер 2006 | Іспанія F29, Мостолес          | Ф'ючерс    | Ґрунт      | Гільєрмо Алькайде   | 3–6, 6–4, 6–4          |
| Поразка   | 4–12 | Тра 2007 | Лансароте, Іспанія             | Челленджер | Тверде     | Жо-Вілфрід Тсонга   | 2–6, 2–6               |

### Парний розряд: 16 (9–7)
| Легенда (парний розряд)  |
| ------------------------ |
| Тур ATP Челленджер (5–2) |
| Тур ITF Ф'ючерс (4–5)    |

| Титули за покриттям |
| ------------------- |
| Тверде (3–4)        |
| Ґрунт (5–2)         |
| Трава (1–1)         |
| Килим (0–0)         |

| Результат | В-П | Дата     | Турнір                            | Рівень     | Покриття   | Партнер           | Суперники                                      | Рахунок                    |
| --------- | --- | -------- | --------------------------------- | ---------- | ---------- | ----------------- | ---------------------------------------------- | -------------------------- |
| Поразка   | 0–1 | Гру 1999 | Перт, Австралія                   | Челленджер | Тверде     | Джош Такфілд      | Пол Кілдеррі Грант Сілкок                      | 4–6, 6–7(5–7)              |
| Поразка   | 0–2 | Кві 2000 | КНР F1, Пекін                     | Ф'ючерс    | Тверде     | Джош Такфілд      | Івамі Тасуку Тераті Такахіро                   | 2–6, 6–7(4–7)              |
| Перемога  | 1–2 | Лис 2000 | Австралія F2, Мельбурн            | Ф'ючерс    | Ґрунт      | Джош Такфілд      | Стівен Гасс Лі Пірсон                          | 7–6(7–4), 4–6, 6–1         |
| Перемога  | 2–2 | Лис 2000 | Австралія F3, Беррі               | Ф'ючерс    | Трава      | Деян Петрович     | Стівен Гасс Лі Пірсон                          | 6–3, 6–4                   |
| Поразка   | 2–3 | Тра 2001 | Німеччина F2, Есслінген-на-Некарі | Ф'ючерс    | Ґрунт      | Іво Карлович      | Франц Штаудер Александер Васке                 | 5–7, 6–1, 4–6              |
| Поразка   | 2–4 | Кві 2002 | Австралія F2, Берні (Тасманія)    | Ф'ючерс    | Тверде     | Деян Петрович     | Джеймон Крабб Джозеф Сіріанні                  | 6–2, 6–7(5–7), 1–6         |
| Перемога  | 3–4 | Вер 2002 | Іспанія F12, Сантандер            | Ф'ючерс    | Ґрунт      | Дієґо Іппердінгер | Давід Ортіс-Д'хіан Хосе Антоніо Санчес де Луна | 6–4, 6–3                   |
| Перемога  | 4–4 | Вер 2002 | Будапешт, Угорщина                | Челленджер | Ґрунт      | Серхіо Ройтман    | Ян Фруде Андерсен Олівер Гросс                 | 6–4, 6–7(5–7), 6–5 ret.    |
| Поразка   | 4–5 | Вер 2002 | Мая, Португалія                   | Челленджер | Ґрунт      | Тодд Перрі        | Себастьян Прієто Серхіо Ройтман                | 4–6, 4–6                   |
| Поразка   | 4–6 | Лис 2002 | Австралія F3, Мельбурн            | Ф'ючерс    | Трава      | Натан Гілі        | Марк Главати Садік Кадір                       | 6–7(4–7), 4–6              |
| Перемога  | 5–6 | Лис 2002 | Австралія F3, Беррі               | Ф'ючерс    | Тверде     | Натан Гілі        | Марк Главати Садік Кадір                       | 7–6(7–1), 6–7(4–7), [10-8] |
| Перемога  | 6–6 | Чер 2003 | Сассуоло, Італія                  | Челленджер | Ґрунт      | Стефано Гальвані  | Енцо Артоні Мартін Вассальйо Аргуельйо         | 7–5, 2–6, 7–5              |
| Перемога  | 7–6 | Вер 2003 | Гренобль, Франція                 | Челленджер | Тверде (i) | Харел Леві        | Рік де Вуст Юган Ландсберг                     | 5–7, 6–4, 7–6(7–5)         |
| Перемога  | 8–6 | Чер 2005 | Любляна, Словенія                 | Челленджер | Ґрунт      | Ловро Зовко       | Ендрю Дерер Джозеф Сіріанні                    | 6–3, 6–3                   |
| Перемога  | 9–6 | Сер 2006 | Сеговія, Іспанія                  | Челленджер | Тверде     | Кріс Гуччоне      | Юган Ландсберг Філіп Прпіч                     | 6–3, 7–6(7–2)              |
| Поразка   | 9–7 | Вер 2006 | Франція F12, Баньєр-де-Бігорр     | Ф'ючерс    | Тверде     | Сем Грот          | Тома Оже Ніколя Турт                           | 6–2, 3–6, 4–6              |

## Досягнення
| W | Ф | ПФ | ЧФ | #Р | КТ | К# | DNQ | A | NH |

### Одиночний розряд
| Турнір                                 | 2000  | 2001  | 2002  | 2003  | 2004  | 2005  | 2006  | 2007  | S/R    | В-П    |
| -------------------------------------- | ----- | ----- | ----- | ----- | ----- | ----- | ----- | ----- | ------ | ------ |
| Турніри Великого шлему                 |       |       |       |       |       |       |       |       |        |        |
| Відкритий чемпіонат Австралії з тенісу | К1р   | К1р   | К1р   | К1р   |       | 1р    |       | К3р   | 0 / 1  | 0–1    |
| Відкритий чемпіонат Франції з тенісу   |       |       |       | К3р   |       |       |       |       | 0 / 0  | 0–0    |
| Вімблдонський турнір                   |       |       |       | 2р    |       | К1р   |       |       | 0 / 1  | 1–1    |
| Відкритий чемпіонат США з тенісу       |       |       |       | К2р   | К1р   |       |       |       | 0 / 0  | 0–0    |
| В-П                                    | 0–0   | 0–0   | 0–0   | 1–1   | 0–0   | 0–1   | 0–0   | 0–0   | 0 / 2  | 1–2    |
| Загальна статистика                    |       |       |       |       |       |       |       |       |        |        |
|                                        | 2000  | 2001  | 2002  | 2003  | 2004  | 2005  | 2006  | 2007  | Career | Career |
| Турніри                                | 1     | 0     | 0     | 2     | 2     | 2     | 0     | 1     | 8      | 8      |
| Титули / Фінали                        | 0 / 0 | 0 / 0 | 0 / 0 | 0 / 0 | 0 / 0 | 0 / 0 | 0 / 0 | 0 / 0 | 0 / 0  | 0 / 0  |
| Разом виграшів–поразок                 | 0–1   | 0–0   | 0–0   | 1–2   | 1–2   | 0–2   | 0–0   | 0–1   | 2-8    | 2-8    |
| Рейтинг на кінець року                 | 331   | 410   | 334   | 144   | 324   | 336   | 275   | 422   | 20%    | 20%    |

### Парний розряд
| Турнір                                 | 2001  | 2002  | 2003  | 2004  | 2005  | 2006  | 2007  | S/R    | В-П    |
| -------------------------------------- | ----- | ----- | ----- | ----- | ----- | ----- | ----- | ------ | ------ |
| Турніри Великого шлему                 |       |       |       |       |       |       |       |        |        |
| Відкритий чемпіонат Австралії з тенісу | 2р    | 1р    |       |       | 1р    | 3р    | 1р    | 0 / 5  | 3–5    |
| Відкритий чемпіонат Франції з тенісу   |       |       |       |       |       |       |       | 0 / 0  | 0–0    |
| Вімблдонський турнір                   |       |       |       |       |       |       |       | 0 / 0  | 0–0    |
| Відкритий чемпіонат США з тенісу       |       |       |       |       |       |       |       | 0 / 0  | 0–0    |
| В-П                                    | 1–1   | 0–1   | 0–0   | 0–0   | 0–1   | 2–1   | 0–1   | 0 / 5  | 3–5    |
| Загальна статистика                    |       |       |       |       |       |       |       |        |        |
|                                        | 2001  | 2002  | 2003  | 2004  | 2005  | 2006  | 2007  | Career | Career |
| Турніри                                | 2     | 1     | 1     | 0     | 2     | 1     | 1     | 8      | 8      |
| Титули / Фінали                        | 0 / 0 | 0 / 0 | 0 / 0 | 0 / 0 | 0 / 0 | 0 / 0 | 0 / 0 | 0 / 0  | 0 / 0  |
| Разом виграшів–поразок                 | 2–2   | 0–1   | 0–1   | 0–0   | 0–2   | 2–1   | 0–1   | 4-8    | 4-8    |
| Рейтинг на кінець року                 | 232   | 186   | 187   | 491   | 322   | 190   | 840   | 33%    | 33%    |

## Результати проти інших гравців

### Результати проти гравців першої 10-ки
Результати Пола Бакканелло проти гравців, що посідали місце в першій 10-ці рейтингу. Тих, хто досі виступає, позначено жирним. Взято до уваги лише матчі Туру ATP та Кубку Девіса:
| Гравець         | Результати | Перемога % | Тверде    | Ґрунт     | Трава     | Останній матч                                      |
| --------------- | ---------- | ---------- | --------- | --------- | --------- | -------------------------------------------------- |
| 4-ті в рейтингу |            |            |           |           |           |                                                    |
| Робін Содерлінг | 0–1        | 0%         | 0–1       | –         | –         | Поразка (1–6, 3–6) на Бангкок 2004                 |
| 5-ті в рейтингу |            |            |           |           |           |                                                    |
| Райнер Шуттлер  | 0–1        | 0%         | 0–1       | –         | –         | Поразка (4–6, 3–6) на Пекін 2004                   |
| 7-мі в рейтингу |            |            |           |           |           |                                                    |
| Марді Фіш       | 0–1        | 0%         | 0–1       | –         | –         | Поразка (4–6, 6–7(4–7)) на Стокгольм 2003          |
| 9-ті в рейтингу |            |            |           |           |           |                                                    |
| Марк Россе      | 1–0        | 100%       | 1–0       | –         | –         | Перемога (7–6(7–2), 1–6, 7–6(7–4)) на Бангкок 2004 |
| Всього          | 1–3        | 25%        | 1–3 (25%) | 0–0 ( – ) | 0–0 ( – ) |                                                    |